# Adenocalymma

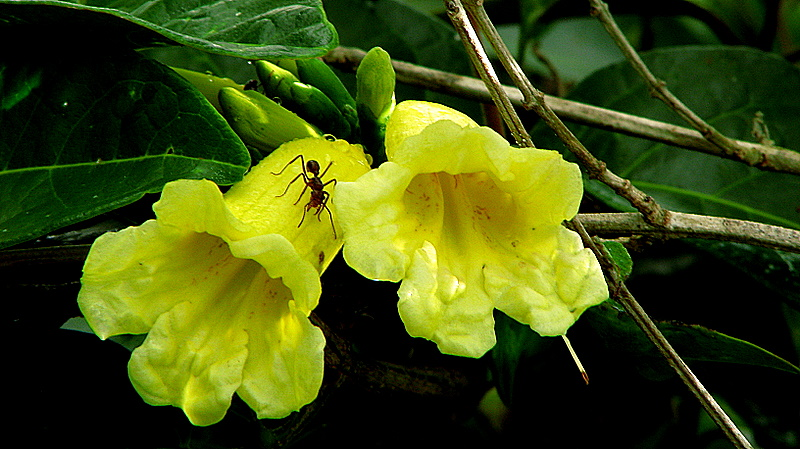
Flores de Adenocalymma comosum (espécie-tipo).

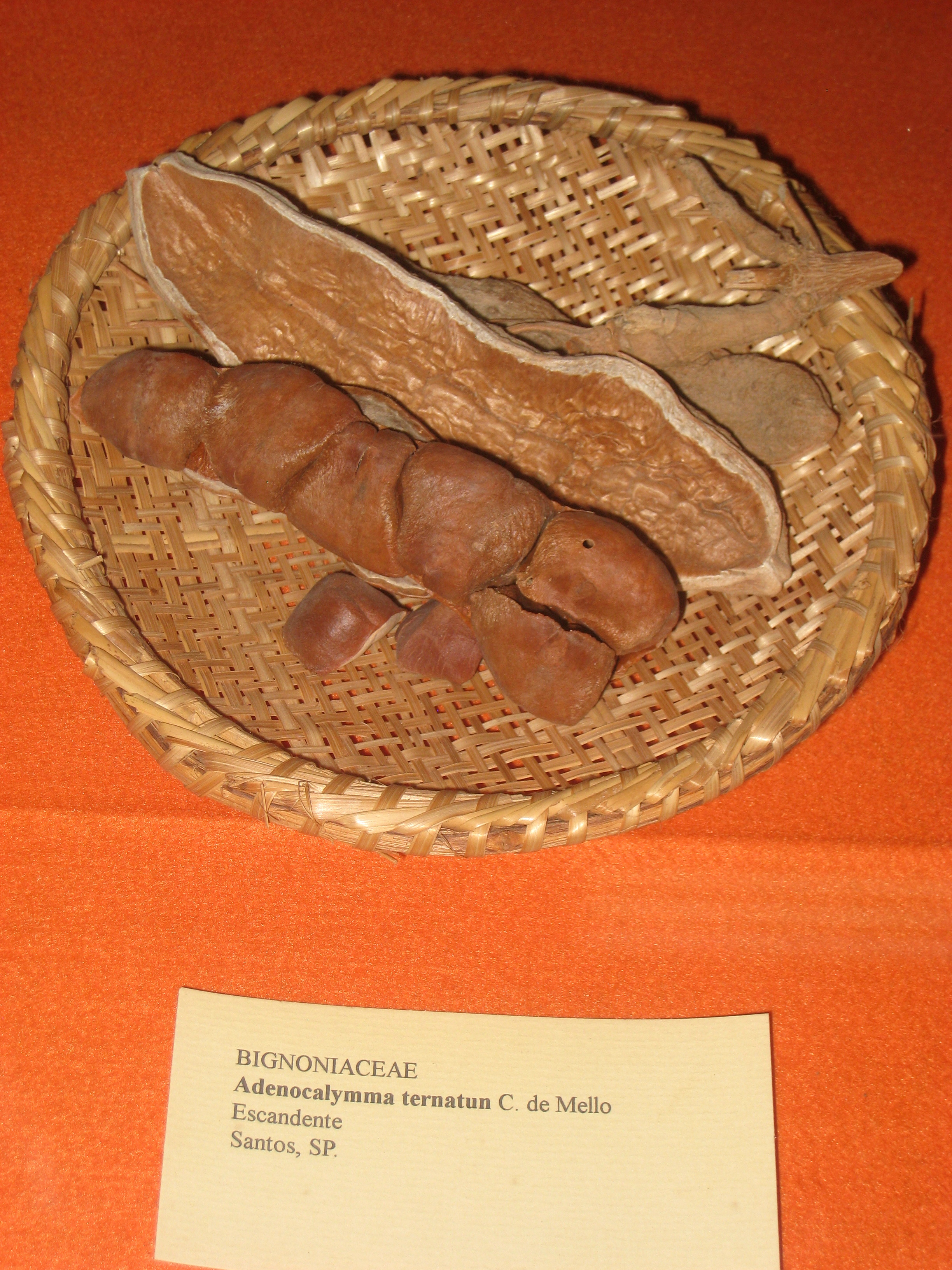
Frutos de Adenocalymma ternatum (Jardim Botânico de São Paulo).

Adenocalymma é um género botânico pertencente à família Bignoniaceae que agrupa cerca de 80 espécies, maioritariamente lianas. As espécies do género são nativas do Novo Mundo, sendo algumas delas utilizadas como plantas ornamentais. As plantas são polinizadas por uma variedade de animais, incluindo insectos, aves e morcegos.

## Descrição
A maioritariamente são lianas e trepadeiras, com ramos longos, finos e flexíveis.
As folhas são 3-folioladas ou 2-folioladas, com uma gavinha terminal (que por vezes é residual). Os folíolos são ovaladas a elíptico-ovalados, com 4,5–17 cm de comprimento e 2,2-8,8 cm de largura, ápice agudo a acuminado e base subcordada quase arredondada.
As flores agrupam-se em inflorescências axilares do tipo racemo, com brácteas decíduas envolvendo cada broto. As flores são amarelas, com cálice em forma de taça, 5–8 mm de comprimento, com bordos por vezes 5-dentados, mas em geral bilabiado, com 1–2 mm de comprimento. A corola é infundibuliforme-campanulada, com 2,5-6,9 cm de comprimento e 0,9-1,9 cm de largura na boca, puberulenta exteriormente. Estames com tecas ligeiramente divergentes; ovário cilíndrico, com 3-3,5 mm de comprimento e 1,5–2 mm de largura, lepidoto; disco pulviniforme, com 2 mm de comprimento e 3 mm de largura.
O fruto é uma cápsula oblonga, arredondada em ambas as extremidades, ligeiramente comprimida, com valvas lenhosas, 9,5–27 cm de comprimento e 2,5-3,1 cm de largura, glabras, acinzentadas e com numerosos lenticelas proeminente de coloração castanho-amarelado.
Algumas espécies de Adenocalymna são usadas como alimento pela larva da mariposa, ou traça, hepialídea Trichophassus giganteus. As plantas são polinizadas por uma variedade de animais, incluindo insectos, aves e morcegos.

## Taxonomia
O género foi descrito por Carl Friedrich Philipp von Martius  e publicado em Plantarum vascularium genera secundum ordines ... 1: 300; 2: 208. 1840. A espécie-tipo é Adenocalymna comosum.
O género Adenocalymma inclui na actualidade 79 espécies:
| - Adenocalymma adenophorum (Sandwith) L.G.Lohmann - Adenocalymma album (Aubl.) L.G.Lohmann - Adenocalymma allamandiflorum (Bureau ex K.Schum.) L.G.Lohmann - Adenocalymma apparicianum J.C.Gomes - Adenocalymma apurense (Kunth) Sandwith - Adenocalymma arthropetiolatum A.H.Gentry - Adenocalymma aspericarpum (A.H.Gentry) L.G.Lohmann - Adenocalymma axillarum (K.Schum.) L.G.Lohmann - Adenocalymma bipinnatum (S.Moore) L.G.Lohmann - Adenocalymma biternatum (A.Samp.) L.G.Lohmann - Adenocalymma bracteatum (Cham.) DC. - Adenocalymma bracteolatum DC. - Adenocalymma bracteosum (DC.) L.G.Lohmann - Adenocalymma bullatum Bureau & K.Schum. - Adenocalymma campicola (Pilg.) L.G.Lohmann - Adenocalymma chocoense A.H.Gentry - Adenocalymma cidii (A.H.Gentry ex Hauk) L.G.Lohmann - Adenocalymma cladotrichum (Sandwith) L.G.Lohmann - Adenocalymma comosum (Cham.) DC. (espécie-tipo) - Adenocalymma contractum (A.H.Gentry ex Hauk) L.G.Lohmann - Adenocalymma coriaceum A.DC. - Adenocalymma croatii (A.H.Gentry) L.G.Lohmann - Adenocalymma cymbalum (Cham.) Bureau & K.Schum. - Adenocalymma dichilum A.H.Gentry - Adenocalymma divaricatum Miers - Adenocalymma dugandii Sandwith - Adenocalymma dusenii Kraenzl. - Adenocalymma flaviflorum (Miq.) L.G.Lohmann - Adenocalymma flavum Mart. ex DC. - Adenocalymma fruticosum A.H.Gentry - Adenocalymma gracielzae A.H.Gentry - Adenocalymma hatschbachii A.H.Gentry - Adenocalymma heterophyllum Kraenzl. - Adenocalymma hirtum (Mart. ex DC.) Bureau & K.Schum. - Adenocalymma hypostictum Bureau & K.Schum. - Adenocalymma imperatoris-maximilianii (Wawra) L.G.Lohmann - Adenocalymma impressum (Rusby) Sandwith - Adenocalymma inundatum Mart. ex DC. - Adenocalymma involucratum (Bureau & K.Schum.) L.G.Lohmann | - Adenocalymma juliae (A.H.Gentry) L.G.Lohmann - Adenocalymma longilineum (A.Samp.) L.G.Lohmann - Adenocalymma magdalenense Dugand - Adenocalymma magnificum Mart. ex DC. - Adenocalymma magnoalatum Scud. - Adenocalymma marginatum (Cham.) DC. - Adenocalymma mollis (A.H.Gentry) L.G.Lohmann - Adenocalymma moringifolium (DC.) L.G.Lohmann - Adenocalymma neoflavidum L.G.Lohmann - Adenocalymma nervosum Bureau & K.Schum. - Adenocalymma nodosum (Silva Manso) L.G.Lohmann - Adenocalymma patulum (Miers) L.G.Lohmann - Adenocalymma paucifoliolatum (A.H.Gentry) L.G.Lohmann - Adenocalymma paulistarum Bureau & K.Schum. - Adenocalymma pedunculatum (Vell.) L.G.Lohmann - Adenocalymma peregrinum (Miers) L.G.Lohmann - Adenocalymma prancei A.H.Gentry - Adenocalymma pseudopatulum (A.H.Gentry) L.G.Lohmann - Adenocalymma pubescens (Spreng.) L.G.Lohmann - Adenocalymma purpurascens Rusby - Adenocalymma racemosum (A.H.Gentry) L.G.Lohmann - Adenocalymma reticulatum Bureau ex K.Schum. - Adenocalymma salmoneum J.C.Gomes - Adenocalymma salzmannii DC. - Adenocalymma sastrei (A.H.Gentry ex Hauk) L.G.Lohmann - Adenocalymma saulense A.H.Gentry - Adenocalymma scabriusculum Mart. ex DC. - Adenocalymma scansile Miers - Adenocalymma schomburgkii (DC.) L.G.Lohmann - Adenocalymma sousae A.H.Gentry - Adenocalymma subincanum Huber - Adenocalymma subsessilifolium DC. - Adenocalymma subspicatum A.H.Gentry - Adenocalymma tanaeciicarpum (A.H.Gentry) L.G.Lohmann - Adenocalymma ternatum (Vell.) Mello ex Bureau & K.Schum. - Adenocalymma trichocladum (DC.) L.G.Lohmann - Adenocalymma trifoliatum (Vell.) R.C.Laroche - Adenocalymma ubatubense Assis & Semir - Adenocalymma uleanum Kraenzl. - Adenocalymma velutinum (A.H.Gentry ex Hauk) L.G.Lohmann |

- «Lista das espécies»